# Apostolska nunciatura v Somaliji
Apostolska nunciatura v Somaliji je diplomatsko prestavništvo (veleposlaništvo) Svetega sedeža v Somaliji.
Trenutni apostolski nuncij je Luigi Bianco.

## Seznam apostolskih nuncijev
- Erwin Josef Ender (26. marec 1992 - 9. julij 1997)
- Marco Dino Brogi (13. december 1997 - 5. februar 2002)
- Dominique François Joseph Mamberti (18. maj 2002 - 17. januar 2004)
- Ramiro Moliner Inglés (17. januar 2004 - 26. julij 2008)
- George Panikulam (24. oktober 2008 - 14. junij 2014)
- Luigi Bianco (10. september 2014 - sedanjost)